# Microregiunea Pásztó
Microregiunea Pásztó (în maghiară Pásztói kistérség) a fost o microregiune statistică (kistérség) din județul Nógrád, Ungaria.
Cu o populație de 31.292 locuitori și o suprafață de 551,57 km2, aceasta a existat până în 2014, când în Ungaria, microregiunile ”kistérségek” au fost înlocuite de districte (járások).